# Balacro
Balacro (in greco antico: Bάλακρoς?, Bàlakros; ... – Pisidia, 324 a.C.) è stato un militare macedone antico, uno dei sette somatophylakes (le guardie del corpo di Alessandro Magno) e successivamente satrapo di Cilicia.

## Biografia
Figlio di Nicanore, Balacro fu una delle guardie del corpo del re macedone fin dalla sua incoronazione nel 336 a.C. e Balacro seguì Alessandro nella spedizione in Asia. In seguito alla battaglia di Isso (333 a.C.), il re lo nominò satrapo di Cilicia e lo sostituì nel suo precedente incarico con Menes.
Balacro cadde successivamente in battaglia contro i Pisidi nel 324 a.C..
Probabilmente fu lo stesso Balacro che sposò Fila, figlia di Antipatro. Rimasta vedova, Fila sposò dapprima Cratero nel 322 a.C., dopo che quest'ultimo ebbe ripudiato Amastri, e l'anno successivo (321 a.C.), rimasta di nuovo vedova, andò in sposa a Demetrio I Poliorcete. Da Fila, Balacro ebbe tre figli: Antipatro, Traseas e Balacro.